# Гусуку
Гусуку (яп. 御城0 або просто суку (яп. 城 — середньовічні замки феодалів королівства Рюкю, руїни яких розкидані по японському острову Окінава . Практично всі вони були знищені бомбардуваннями американської авіації на кінець Другої світової війни . Столичний замок в Сюрі був відбудований за старими фотографіями в 1990-і роки. У 2000 р руїни окинавських гусуку були визнані ЮНЕСКО пам'ятками Всесвітньої спадщини .